# Xã Bison, Quận Perkins, South Dakota
Xã Bison (tiếng Anh: Bison Township) là một xã thuộc quận Perkins, tiểu bang Nam Dakota, Hoa Kỳ. Năm 2010, dân số của xã này là 24 người.